# Hubert Joly
Hubert Joly (nascido em 1 de agosto de 1959 em Laxou) é um empresário e membro do corpo docente da Harvard Business School que anteriormente atuou como presidente e CEO da Best Buy. Ele também é ex-presidente, CEO e diretor da Carlson, uma empresa global de hotéis e viagens com sede em Minneapolis.
Graduou-se na HEC Paris e na Sciences Po Paris (1983).
Em 2018, a revista americana Harvard Business Review nomeou-o um dos 100 chefes mais bem-sucedidos do mundo.

## Biografia
Depois de estudar na HEC e na Sciences Po Paris, passou 13 anos na McKinsey, de 1983 a 1996, como consultor e depois como vice-diretor em diversas capitais (São Francisco, Tóquio, Nova Iorque, Paris). Ele então atuou como presidente da EDS França de 1996 a 1999 e agora está interessado em transformar a empresa usando novas tecnologias.
De 1999 a 2001 foi gerente geral da Havas Interactive (Vivendi Games), depois integrou a equipe administrativa da Vivendi Universal até 2004, participando do resgate do grupo.
Em 2004 tornou-se Presidente (CEO) da Carlson Wagonlit Travel e em 2008 tornou-se Presidente (CEO) do Carlson Group até 2012. Ele então se tornou CEO da Best Buy, uma empresa em apuros, que ele reverteu através de um foco particular no aspecto humano do grupo. Em 2019, transferiu a gestão para Corie Barry e permaneceu como CEO até junho de 2020.
O princípio norteador é colocar as pessoas no centro da empresa. Ele quer formar gestores para encontrarem sentido nas suas ações, um sentido que não seja estritamente capitalista. Financia a criação da Cátedra de Joly Family Purposeful Leadership Chair na HEC Paris, criada em 4 de julho de 2018.
Ele também está interessado em música e no desenvolvimento das relações comerciais entre a França e os Estados Unidos.